# 柴山 (明朝宦官)
柴山（？年—？年），是明朝初期的一位宦官、外交官。他擔任內監中官之職，並曾四度出使琉球。

## 生平
1425年（洪熙元年），因琉球中山王世子巴志向明朝告訃，明仁宗遣柴山出使琉球，冊封巴志為琉球國中山王，並祭祀先王思紹。同年，巴志得知仁宗駕崩、宣宗繼位的消息後，遣王舅模都古、長史鄭義才、使者實達魯等人隨柴山的船隊歸國，進香於仁宗、慶賀宣宗登極。
1427年（宣德二年），明宣宗遣柴山出使琉球，賜巴志王皮弁冠服、王妃綵幣等物；同時從琉球購買生漆及各色磨刀石。
1431年（宣德六年），明宣宗遣柴山出使琉球，嘉獎巴志統一琉球的功績，賜其尚姓，並賜金織、紵絲、紗羅、羢錦。同時柴山將勅諭日本國王的詔書賜予尚巴志，要求其轉交給日本的幕府將軍足利義持。柴山在琉球建立大安禪寺，並立碑誌其事。1432年，赍文绮、罗锦赐撒马尔罕，又敕谕沙鹿海牙、达失干、赛蓝、哈烈。哈烈酋遣使入貢，翌年送其使者歸國。
1433年（宣德八年），柴山再次至琉球，賜尚巴志王衣服、文綺，並捐資建千佛靈閣，立碑誌其事。柴山為中山的國門（俗稱下之綾門）書寫了「中山」二字匾額。柴山此行的另一目的是再次以琉球為中介，致書日本統治者足利義持，要求日本入貢。不過，再次遭到日本拒絕。
此後的情況是未知的。

## 腳註
1. ↑  《明仁宗實錄》
2. 1 2 3 4  《中山世譜·卷四》
3. 1 2  《明宣宗實錄》
4. ↑  《中山世譜》作宣德五年，《明實錄》作六年。
5. ↑  《明朝宦官》
6. ↑  .   [2013-09-08]. （原始内容存档于2021-01-25）.